# جينجر بومونت
جينجر بومونت (بالإنجليزية: Ginger Beaumont)‏ هو لاعب كرة قاعدة أمريكي، ولد في 23 يوليو 1876 في روتشستر في الولايات المتحدة، وتوفي في 10 أبريل 1956 في برلنغتون في الولايات المتحدة.

## وصلات خارجية
- جينجر بومونت على موقعبيزبول رفرنس.كوم (الدوري الرئيسي) (الإنجليزية)
- جينجر بومونت على موقعبيزبول رفرنس.كوم (الدوري الثانوي) (الإنجليزية)
- جينجر بومونت على موقع جمعية أبحاث البيسبول الأمريكية (الإنجليزية)
- جينجر بومونت على موقع مشجعي الرسوم البيانية (الإنجليزية)